# Dietilcarbamazină
Dietilcarbamazina este un antihelmintic derivat de piperazină având o acțiune microfilaricidă. Este utilizată în tratamentul filariozelor limfatice provocate de Wuchereria bancrofti (filarioza bancroftiană), Brugia malayi (filarioza malaeză), Brugia timori (filarioza timoriană). Este, de asemenea, utilizat în loiază cauzată de Loa loa. A fost folosit în oncocercoza cauzată de Onchocerca volvulus înainte ca ivermectina să devină disponibilă. Dietilcarbamazina este activă atât împotriva microfilariilor cât și împotriva viermilor adulți a Wuchereria bancrofti, Brugia malayi și Loa loa, dar numai împotriva microfilariilor de Onchocerca volvulus. A fost încercată în infecțiile cu Mansonella și poate fi cea mai eficientă împotriva Mansonella streptocerca. Dietilcarbamazina este, de asemenea, utilizată în tratamentul toxocarozei (larva migrans viscerală). 
Dietilcarbamazina este de obicei administrată pe cale orală sub formă de citrat. Nu este autorizată în România de către Agenția Naționala a Medicamentului și a Dispozitivelor Medicale (ANMDM).